# Livingstone (Terytorium Północne)
Livingstone – miejscowość na obszarze Terytorium Północnego w Australii, w odległości 48 km na południe od Darwin. Livingstone położone jest przy skrzyżowaniu dróg Stuart Highway z Cox Peninsula Road.